# Fremtidsvej 48
Fremtidsvej 48 er en dansk dokumentarfilm fra 2015, der er instrueret af Ulrik E.E. Gutt-Nielsen.

## Handling
Ulrik er opvokset i en dansk kernefamilie, hvor hans mor var fundamentet i det rød-hvide rækkehus på Fremtidsvej 48. Far havde godt job hos B&W, og brormand spillede messing i det orkester, som far gik i spidsen for. Ulrik optog alt med sit kamera - på tryg afstand - når han ikke lige filmede flerfarvede blomster, øksemordere eller S-tog i solnedgangen. Men da Ulriks mor dør kort før Ulriks 33-års fødselsdag, spiller kernefamiliens deroute i takt med Ulriks fars nyopdagede frihedstrang og halsbrækkende eventyrlyst. Ulrik prøver desperat, ihærdigt og grænseoverskridende at hæmme sin fars uheldige, kaotiske nedtur med ludere, pengeafpresning, fyring og asiatiske gruppe-dates. Men hvor længe kan Ulrik og hans egen skrøbelige familie blive ved? Hvor længe skal Ulrik prøve at være far - eller ligefrem beskyttende kone - for sin egen far? Hvad er det egentlig Ulrik prøver at forhindre?